# Lapsigyrus myriosirissa
Lapsigyrus myriosirissa is een slakkensoort uit de familie van de Rissoidae. De wetenschappelijke naam van de soort is voor het eerst geldig gepubliceerd in 1970 door Shasky.